# سینتیا گاری
 سینتیا گاری (انگلیسی: Cynthia Geary؛ زادهٔ ۲۱ مارس ۱۹۶۵) یک هنرپیشه اهل ایالات متحده آمریکا است.